# Болотниковське сільське поселення
Боло́тниковське сільське поселення (рос. Болотниковское сельское поселение) — муніципальне утворення у складі Лямбірського району Мордовії, Росія. Адміністративний центр — село Болотниково.

## Населення
Населення — 657 осіб (2019, 691 у 2010, 669 у 2002).

## Склад
До складу поселення входять такі населені пункти:
| Населений пункт      | Населення, осіб (2002) | Населення, осіб (2010) |
| -------------------- | ---------------------- | ---------------------- |
| Акаєвка, присілок    | 12                     | 6                      |
| Аполоновка, присілок | 42                     | 47                     |
| Болотниково, село    | 382                    | 435                    |
| Масловка, присілок   | 163                    | 167                    |
| Мельцапіно, село     | 52                     | 31                     |
| Совєтське, село      | 18                     | 5                      |